# 張于潯
張于潯（1887年—1951年），字惠民，江西南昌人，中华民国法学家。

## 生平
張于潯毕业于江西陆军学校。后赴日本留学，入振武学校。毕业后，到法国巴黎大学学习法科。毕业回国后，曾任江西都督府副官长。1913年，当选为中华民国第一届国会众议院候补议员。1917年，任护法国会众议院议员。1925年，出任交通部福州电报局局长。1930年5月，任最高法院推事。1935年，任最高法院庭长。1948年，任司法院大法官。中华民国政府遷往台湾时，大法官中到台灣者僅胡伯岳、張于潯、林彬。李宗仁乃提請監察院第四十八次院會同意任命翁敬棠、葉在均、向哲濬、魏大同、蘇希洵、梅汝璈、李浩培、夏勤等八人爲大法官。
1951年，張于潯逝世。